# حیدر العامر
حیدر العامر (عربی: حيدر العامر؛ زادهٔ ۲ دسامبر ۱۹۸۹) یک ورزشکار اهل عربستان سعودی است.
از باشگاه‌هایی که در آن بازی کرده‌است می‌توان به باشگاه فوتبال هجر عربستان سعودی و باشگاه فوتبال الاهلی عربستان سعودی اشاره کرد.